# Amata sheljuzhkoi
Amata sheljuzhkoi là một loài bướm đêm thuộc phân họ Arctiinae, họ Erebidae.